# Hamamelidales
Hamamelidales é o nome botânico de uma ordem de plantas com flor. O sistema de Cronquist (1981) incluiu a ordem na subclasse Hamamelidae com a seguinte circunscrição:
- ordem Hamamelidales
família Hamamelidaceae
família Cercidiphyllaceae
família Eupteleaceae
família Platanaceae
família Myrothamnaceae

Estudos moleculares sugeriram que estas famílias não são muito próximas umas das outras e o sistema APG II (2003) coloca-as em diversas ordens: Hamamelidaceae e Cercidiphyllaceae na ordem Saxifragales, Eupteleaceae na ordem Ranunculales, Platanaceae na ordem Proteales e Myrothamnaceae na ordem Gunnerales.